# Cabanabona
Cabanabona és una vila i municipi de la comarca de la Noguera, al Segre Mitjà.
El terme municipal de Cabanabona, d'una extensió de 14,12 quilòmetres quadrats, és situat entre els municipis d'Oliola, a ponent i tramuntana, de Vilanova de l'Aguda, a llevant, i a migdia confronta amb el municipi segarrenc de Torrefeta i Florejacs, pel sector de l'antic terme de Florejacs. És emplaçat als altiplans que separen les valls del Llobregós i del Riu Sió. Aquest terme comprèn el mateix poble de Cabanabona, cap del municipi, i Vilamajor, i el santuari de Sant Pol (s. XVII). Travessa la part septentrional del terme la carretera L-313, de Guissona a Ponts i hi conflueixen un seguit de camins veïnals que porten als pobles i els masos propers.
El poble de Cabanabona és a 421 metres d'altitud, al nord del terme, prop del torrent de la Rabassa, afluent del Llobregós per l'esquerra. Es troba a 8 quilòmetres de Ponts, que n'és la vila que en proveeix la majoria de serveis. L'església parroquial és dedicada a Sant Joan Baptista, és d'origen romànic tot i que fou reformada a fons el 1686. Al centre del poble hi ha el casal dels antics senyors del lloc, edifici probablement del segle xvii amb ornamentació de tipus renaixentista. També hi ha algunes cases de gust modernista.
| Entitat de població | Habitants (2023) |
| Cabanabona          | 59               |
| Vilamajor           | 3                |
| Font: Idescat       |                  |

## Geografia
- Llista de topònims de Cabanabona (Orografia: muntanyes, serres, collades, indrets..; hidrografia: rius, fonts...; edificis: cases, masies, esglésies, etc).

## Demografia
El fogatjament del 1553 comptabilitzà 25 focs, repartits en 19 a Cabanabona i 6 a Vilamajor. En el cens del 1718 figuren 54 i 19 habitants respectivament i el de Floridablanca, del 1787, dona 55 habitants a Cabanabona i 30 a Vilamajor. El 1860 hi havia un total de 477 habitants, màxim de població assolit en el terme. A partir d'aquell moment el nombre d'habitants començà a minvar progressivament. Així, el 1900 hi havia 330 habitants, 302 el 1920, 292 el 1950, 184 el 1970, 128 el 1981, 109 el 1991, 100 el 1999 i 122 el 2005, anys aquests darrers en què semblava registrar-se certa estabilització demogràfica.
| 1497 f | 1515 f | 1553 f | 1717 | 1787 | 1857 | 1877 | 1887 | 1900 | 1910 |
| ------ | ------ | ------ | ---- | ---- | ---- | ---- | ---- | ---- | ---- |
| 21     | 27     | 25     | 73   | 85   | 283  | 416  | 382  | 330  | 290  |

| 1920 | 1930 | 1940 | 1950 | 1960 | 1970 | 1981 | 1990 | 1992 | 1994 |
| ---- | ---- | ---- | ---- | ---- | ---- | ---- | ---- | ---- | ---- |
| 302  | 293  | 277  | 292  | 221  | 184  | 125  | 119  | 107  | 107  |

| 1996 | 1998 | 2000 | 2002 | 2004 | 2006 | 2008 | 2010 | 2012 | 2014 |
| ---- | ---- | ---- | ---- | ---- | ---- | ---- | ---- | ---- | ---- |
| 101  | 100  | 98   | 98   | 116  | 115  | 101  | 110  | 100  | 88   |

| 2016 | 2018 | 2020 | 2022 | 2024 | 2026 | 2028 | 2030 | 2032 | 2034 |
| ---- | ---- | ---- | ---- | ---- | ---- | ---- | ---- | ---- | ---- |
| 77   | 76   | 71   | 62   | 65   | -    | -    | -    | -    | -    |

## Economia
En aquest terme hi ha més de 400 ha. de boscos i pasturatges. L'agricultura, predominantment de secà, és dedicada al conreu cerealícola (ordi i blat, generalment), que presenta gairebé caràcter de monocultiu, tot i que cal esmentar alguna hectàrea dedicada a les patates i a les hortalisses. Quant a ramaderia, es cria bàsicament aviram i bestiar porcí. Tot i que les activitats agràries són la base econòmica del terme, els serveis han pres rellevància en les darreries de la dècada de 1990, i juntament amb la construcció han esdevingut els principals sectors d'ocupació.

## Festes i tradicions
- Festa Major: la localitat celebra la seva festa el quart cap de setmana d'agost.
- Aplec al santuari de Sant Pol: s'hi fa una trobada el diumenge abans del dilluns de Pasqua Granada.